# Viereth-Trunstadt

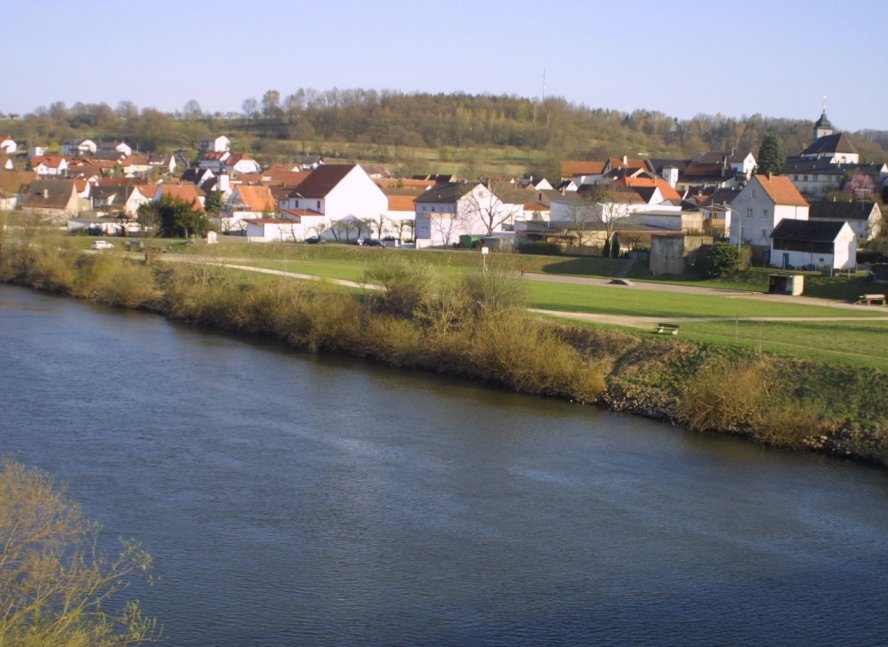
Viereth

Viereth-Trunstadt ist eine Gemeinde im oberfränkischen Landkreis Bamberg, die am Main liegt und zur Metropolregion Nürnberg zählt. Viereth ist der Hauptort und Sitz der Gemeindeverwaltung.

## Geografie

### Lage
Die Gemeinde liegt etwa 10 km nordwestlich von Bamberg. In Ost-West-Richtung verläuft die Bundesstraße 26 durch das Gemeindegebiet. In Viereth führt ein Abzweig zur nördlich verlaufenden Autobahn A 70 (Anschlussstelle 13 Viereth-Trunstadt).

### Nachbargemeinden
| Eltmann (Landkreis Haßberge) |                                             | Oberhaid  |
|                              | Kompassrose, die auf Nachbargemeinden zeigt |           |
| Priesendorf                  | Lisberg                                     | Bischberg |

### Gemeindegliederung
Es gibt vier Gemeindeteile (in Klammern ist der Siedlungstyp angegeben):
- Stückbrunn (Dorf)
- Trunstadt (Pfarrdorf)
- Viereth (Pfarrdorf)
- Weiher (Dorf)

### Einwohnerzahlen der Gemeindeteile
| Gemeindeteil    | 1875 | 30. Dez. 2004 | 30. Juni 2008 | 31. Dez. 2010 | 2. Jan. 2018 | 4. Jan. 2021 |
| --------------- | ---- | ------------- | ------------- | ------------- | ------------ | ------------ |
| Viereth         | 659  | 1806          | 1824          | 1715          | 1764         | 1735         |
| Trunstadt       | 745  | 1728          | 1660          | 1583          | 1600         | 1605         |
| Stückbrunn      |      | 142           | 145           | 131           | 143          | 139          |
| Weiher          |      | 105           | 104           | 102           | 113          | 111          |
| Gemeinde gesamt |      | 3781          | 3733          | 3531          | 3620         | 3590         |

## Geschichte

### Bis zur Gemeindegründung
Viereth gehörte zum Kloster Michelsberg des Hochstifts Bamberg und damit ab 1500 zum Fränkischen Reichskreis. Seit dem Reichsdeputationshauptschluss von 1803 gehört Viereth wie weite Teile Frankens zu Bayern (Siehe auch Geschichte Frankens). Trunstadt hingegen war Eigentum einer Familie von Rieneck und fiel erst 1806 mit der Rheinbundakte an Bayern. Die heutige Gemeinde entstand am 1. Mai 1978 durch die Eingliederung der Gemeinden Trunstadt in Viereth.

### Verwaltungsgemeinschaft und Namensänderung
Vom 1. Mai 1978 bis zum 1. Januar 1980 war die Gemeinde ein Mitglied der Verwaltungsgemeinschaft Bischberg. Am 1. Juli 1980 wurde der Gemeindename Viereth in Viereth-Trunstadt geändert.

### Einwohnerentwicklung
Im Zeitraum 1988 bis 2018 wuchs die Gemeinde von 2907 auf 3554 um 647 Einwohner bzw. um 22,3 %.
| Jahr | Einwohner | Bemerkung                                  |
| ---- | --------- | ------------------------------------------ |
| 1961 | 1974      | Stand: 6. Juni 1961 (Tag der Volkszählung) |
| 1970 | 2262      | Stand: 27. Mai 1970 (Tag der Volkszählung) |
| 1987 | 2838      | Stand: 25. Mai 1987 (Tag der Volkszählung) |
| 1991 | 3120      |                                            |
| 1995 | 3504      |                                            |
| 2000 | 3613      |                                            |
| 2005 | 3723      | Stand: 30. Juni 2005                       |
| 2010 | 3531      |                                            |
| 2015 | 3696      |                                            |
| 2020 | 3549      |                                            |

Wenn nicht anders angegeben, ist der Stichtag jeweils der 31. Dezember.

## Religion
Laut Zensus am 9. Mai 2011 sind 78,8 % der Einwohner römisch-katholisch und 9,3 % evangelisch-lutherisch. 11,9 % haben eine andere Religion oder sind konfessionslos.

## Politik

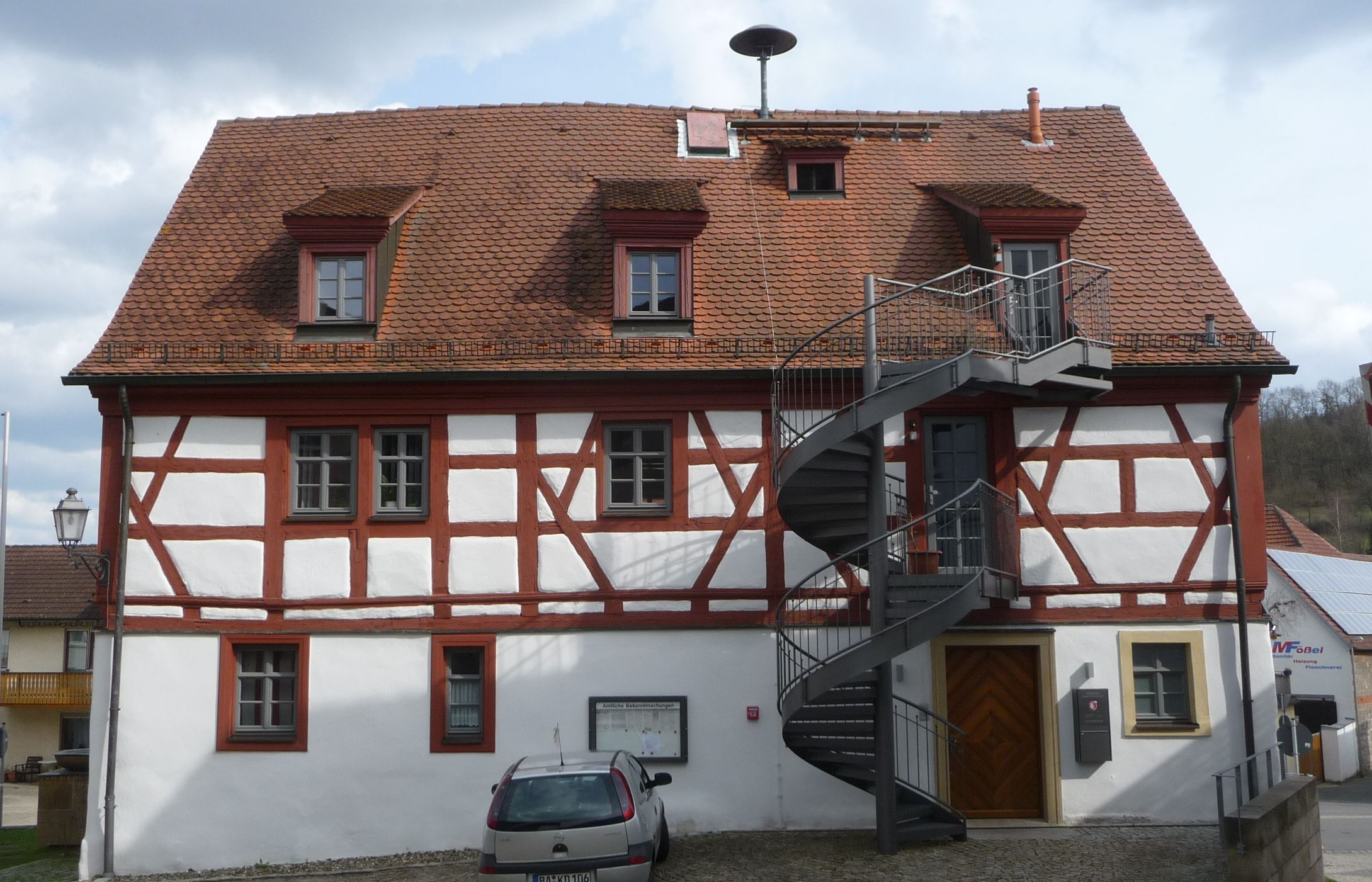
Rathaus

### Bürgermeister
Erste Bürgermeisterin ist seit 2014 Regina Wohlpart (Bürgergemeinschaft), die 2014 bei einem Gegenkandidaten der CSU 58,70 % der Stimmen erhielt und 2020 ohne Gegenkandidaten mit 84,25 % der Stimmen wiedergewählt wurde. Ihr Vorgänger war Edwin Mahr (Bürgergemeinschaft/Überparteiliche Wählergemeinschaft). Mahr wurde im Jahr 2002 Nachfolger von Johann Schmitt (Bürgergemeinschaft) und 2008 mit 93,22 % der Stimmen wiedergewählt.

### Gemeinderat
Die Kommunalwahlen führten zu folgenden Sitzverteilungen im Gemeinderat:
| Wahljahr | Überparteiliche Wählergemeinschaft Viereth-Trunstadt | CSU- Freie Wählergemeinschaft* | Unabhängige Wähler Viereth-Trunstadt | Bürgergemeinschaft Viereth-Trunstadt | Gesamt |
| -------- | ---------------------------------------------------- | ------------------------------ | ------------------------------------ | ------------------------------------ | ------ |
| 2020     | 5                                                    | 4                              | 4                                    | 3                                    | 16     |
| 2014     | 4                                                    | 5                              | 3                                    | 4                                    | 16     |
| 2008     | 4                                                    | 5                              | 4                                    | 3                                    | 16     |
| 2002     | 4                                                    | 5                              | 3                                    | 4                                    | 16     |

- *2020 angetreten als CSU

### Wappen
| | Blasonierung: „Gespalten von Rot und Silber; vorne ein linksgewendeter halber silberner Flug, hinten ein roter Widderrumpf“ |
| Wappenbegründung: Das Gemeindewappen geht auf die Geschichte beider Orte ein. Der halbe Flug in der vorderen Schildhälfte weist auf das Kloster Michelsberg hin, das bis zur Säkularisation die Vogtei-, Lehens-, Dorf- und Gemeindeherrschaft in Viereth innehatte. Der Widderrumpf in der hinteren Schildhälfte erinnert an die Voit von Rieneck. Ihr gemindertes Wappen steht stellvertretend für die verschiedenen Adelsgeschlechter, welche die Herrschaft in Trunstadt innehatten. | |

## Baudenkmäler
Neben den Baudenkmälern, gibt es kleinere, von privater Hand geschaffene Kunstwerke, wie das Mosaik-Gemeindewappen im Kreisverkehr Viereth. Dieses wurde durch den Stammtisch Viereth Hold’em zur 1100-Jahr-Feier gefertigt.

## Wirtschaft und Infrastruktur

### Finanzen
Die Gemeindesteuereinnahmen betrugen im Jahr 2020 2,91 Millionen Euro, davon waren 0,35 Millionen Euro (netto) Gewerbesteuereinnahmen und 2,141 Millionen Euro Beteiligung an der Einkommensteuer.

### Wirtschaft einschließlich Land- und Forstwirtschaft
Im Jahr 2020 gab es nach der amtlichen Statistik im Bereich der Land- und Forstwirtschaft keine, im produzierenden Gewerbe 311 und im Bereich Handel und Verkehr 90 sozialversicherungspflichtig Beschäftigte am Arbeitsort. In sonstigen Wirtschaftsbereichen waren am Arbeitsort 95 Personen sozialversicherungspflichtig beschäftigt. Sozialversicherungspflichtig Beschäftigte am Wohnort gab es insgesamt 1618. Im verarbeitenden Gewerbe gab es einen Betrieb, im Bauhauptgewerbe sechs Betriebe. Zudem bestanden im Jahr 2016 25 landwirtschaftliche Betriebe mit einer landwirtschaftlich genutzten Fläche von 775 Hektar, davon waren 597 Hektar Ackerfläche und 178 Hektar Dauergrünfläche.

### Brauereien
Auf dem Gebiet der Gemeinde existieren noch die Brauereien Mainlust in Viereth und Kundmüller in Weiher. Bis 1980 gab es die Berg-Bräu in Viereth und bis 1972 die Schlossbräu in Trunstadt.

### Freiwillige Feuerwehren
Es gibt die Freiwilligen Feuerwehren Viereth, Weiher und Trunstadt-Stückbrunn.

### Bildung
Im Jahr 2020/21 gab es folgende Einrichtungen
- vier Kindertageseinrichtungen mit 255 Plätzen und 225 Kindern, davon 41 unter drei Jahren
- eine Volksschule mit 7 Klassen und 126 Schülern